# Вселенная Дюны
Вселенная Дюны, Дюниверс (англ. Dune universe, Duniverse) — вымышленная вселенная, придуманная американским писателем Фрэнком Гербертом и описанная им в серии, состоящей из шести книг из цикла «Хроники Дюны», а впоследствии воссозданная в ряде экранизаций.
Вселенная Дюны — это далёкий мир будущего, в котором людям пришлось отказаться от искусственного интеллекта и продвинутой вычислительной техники после Батлерианского джихада — великой войны с машинами и роботами, решившими полностью уничтожить человечество. И, как следствие этого, человечеству пришлось развивать способности собственного тела. В этом мире царит феодальный строй и монополия Космической гильдии на межзвёздные перевозки. Важнейшим веществом во вселенной является «пряность» (меланж), без которой невозможны дальние космические перелёты. Единственным источником меланжа является пустынная планета Арракис, также известная как Дюна, на которой и происходит основное действие многих книг.

## Мир Дюны
Действие романов Герберта происходит в отдалённом будущем в галактической империи человечества. Люди описываемой эпохи отказались от мыслящих машин, роботов, компьютеров (это связано с имевшим место восстанием машин), и сделали упор на развитии своих мыслительных и экстрасенсорных способностей. Земля, современные нам религии и национальности остались в почти позабытом прошлом.
Мир «Дюны» — монархическая аристократическая империя, покрывающая всю известную Вселенную, где Великие Дома управляют целыми планетами. Монополистом в межзвёздных транспортировках является Космическая Гильдия. Её гильд-навигаторы — мутанты, которым особое вещество меланж (также известное как пряность) даёт способность без каких-либо компьютеров вести корабли сквозь межзвёздное пространство. Из-за этого меланж является наиболее драгоценным веществом в известной Вселенной. Он также известен своими гериатрическими свойствами, замедляющими старение. Длительное употребление меланжа делает белки и радужку глаз синими, потому глаза у фрименов и гильд-навигаторов синие — «глаза Ибада».
Планета Арракис, также называемая Дюной, является единственным источником меланжа. Дюна также знаменита своими гигантскими песчаными червями, обитающими в пустыне. Они загадочным образом связаны с существованием пряности. Жители Арракиса, горожане и фримены, выживают в жарком и сухом климате планеты благодаря особому отношению к воде: они собирают и перерабатывают все выделения своего тела, а фримены из тел умерших перед погребением экстрагируют воду для дальнейшего использования. Вода является на Дюне наивысшей ценностью и даже стоит дороже, чем пряность во всей остальной галактике.

## Летосчисление Дюны
В цикле используется система летосчисления, отличная от нашей существующей. Летосчисление делится на до и после создания Космической Гильдии (ДГ и ПГ соответственно). Используя информацию, указанную в книгах серии, мы можем определить, как система исчисления соотносится с нашей. Из книги «Дюна» становится ясно, что события Батлерианского Джихада происходят приблизительно в 11200 году. События самого первого романа вселенной Дюны начинается в 10191 ПГ, что даёт 10 191 + 11 200 = 21 391. Таким образом, 10191 ПГ соответствует 21391 году. Летосчисление производится в «стандартных годах», которые немногим короче земных.

## Внутренняя хронология
Точкой отсчёта в «Дюне» принят год установления монополии Гильдии Космонавигации на космические перевозки и межпланетное банковское дело. Все даты до этого момента приводятся с пометкой «Б. Г.» («Без Гильдии»), после — без какой-либо пометки. Однако «Классическая Дюна» скупа на конкретные датировки событий; для давно минувших событий преобладают отстранённые (сколько-то поколений, сколько-то веков) датировки.
Так, в Приложении I «Религия Дюны» есть предложение «Продвижение человечества в Глубокий Космос за 11 тысячелетий, предшествовавших Джихаду Слуг…», то есть колебание даты идёт в пределах тысячи лет. Появление секты дзенсуннитов (прямых предков фрименов) датируется 1381 Б.Г.; непосредственно Джихад Слуг (Великий Джихад, Великое Восстание) датируется 201—108 Б. Г. Время появления Ландсраада указано с точностью до тысячелетия — даже во время Джихада Слуг он «…продолжал собираться, не прерывая, несмотря на столь серьёзные препятствия, двухтысячелетнюю традицию». Время появления Гильдии Космогации не приведено ни в каком виде; указано лишь, что с окончанием Джихада Слуг она «…уже начала создавать свою монополию космических перевозок». Время появления Бинэ Гессерит указано ориентировочно — «вскоре после Джихада Слуг» — неясно, с точностью до десятилетия или века. Как сообщила Полу Атрейдесу Гайя Елена Мохайем, «…от школ того времени осталось лишь две — Космическая Гильдия и Бине Гессерит…», то есть существовали и какие-то иные школы тренировки разума, но до времени событий «Классической Дюны» они не дожили.
Приложение IV «Термины времён Империи» указывает, что Битва за Коррин, давшая название Дому Коррино (происходящему с Салузы Секундус), произошла в 88 Б. Г.; подробности не приведены. Указывается, что родной планетой Дома Харконненов является Джеди I, однако уже без дат. Война Дома Моритани с Домом Гиназ (союзники Дома Атрейдесов) упомянута, однако датировок также не приведено.
Непосредственно текст «Классической Дюны» указывает, что генетическая программа Бине Гессерит на момент рождения Пола Атрейдеса (10176) длилась 90 поколений, а Шаддам IV (10134—10202) указан 81-м правителем из Дома Коррино, из чего следует, что на примере Дома Коррино возраст поколения (возраст, когда рождается наследник) составляет усреднённо 125 лет. Опираясь на такие данные, однако, нельзя сказать, когда именно началась генетическая программа Бинэ Гессерит — например, леди Джессика родила Пола в 22 года. Также в тексте указано, что Каладан является владением Дома Атрейдес на протяжении 26 поколений — снова расплывчатая дата и снова без разъяснений.